# Valeriana plantaginea
Valeriana plantaginea är en kaprifolväxtart som beskrevs av Carl Sigismund Kunth. Valeriana plantaginea ingår i släktet vänderötter, och familjen kaprifolväxter. Inga underarter finns listade i Catalogue of Life.